# Carlos Santana
Carlos Augusto Alves Santana (Jalisco, 20 de juliol de 1947) és un guitarrista de rock mexicà.

## Carrera
Es va fer famós en la dècada de 1960 i principis de 1970 amb la seva banda, Santana, que va ser pionera en la fusió de rock, la salsa i el jazz. El so de la banda combinava la melòdica del blues i els ritmes llatins i africans que ofereixen els instruments de percussió com timbals i congues i que generalment no s'escolten en la música rock. Dels inicis de la seva carrera se'n destaca la seva participació en el Festival de Woodstock.
Santana va continuar treballant en aquesta línia en les dècades següents i va experimentar un ressorgiment de la popularitat i l'aclamació crítica en la dècada de 1990. El 2003, la revista Rolling Stone destacà Santana al número 15 en la seva llista dels 100 guitarristes més grans de tots els temps.Ha guanyat 10 premis Grammy i 3 premis Grammy llatins.

## Vida personal
Va fer públic que quan era menor d'edat va ser abusat sexualment per un home, concretament entre el 1957 i el 1959. Aquest fet traumàtic és el responsable del seu posterior consum de drogues.

## Galeria

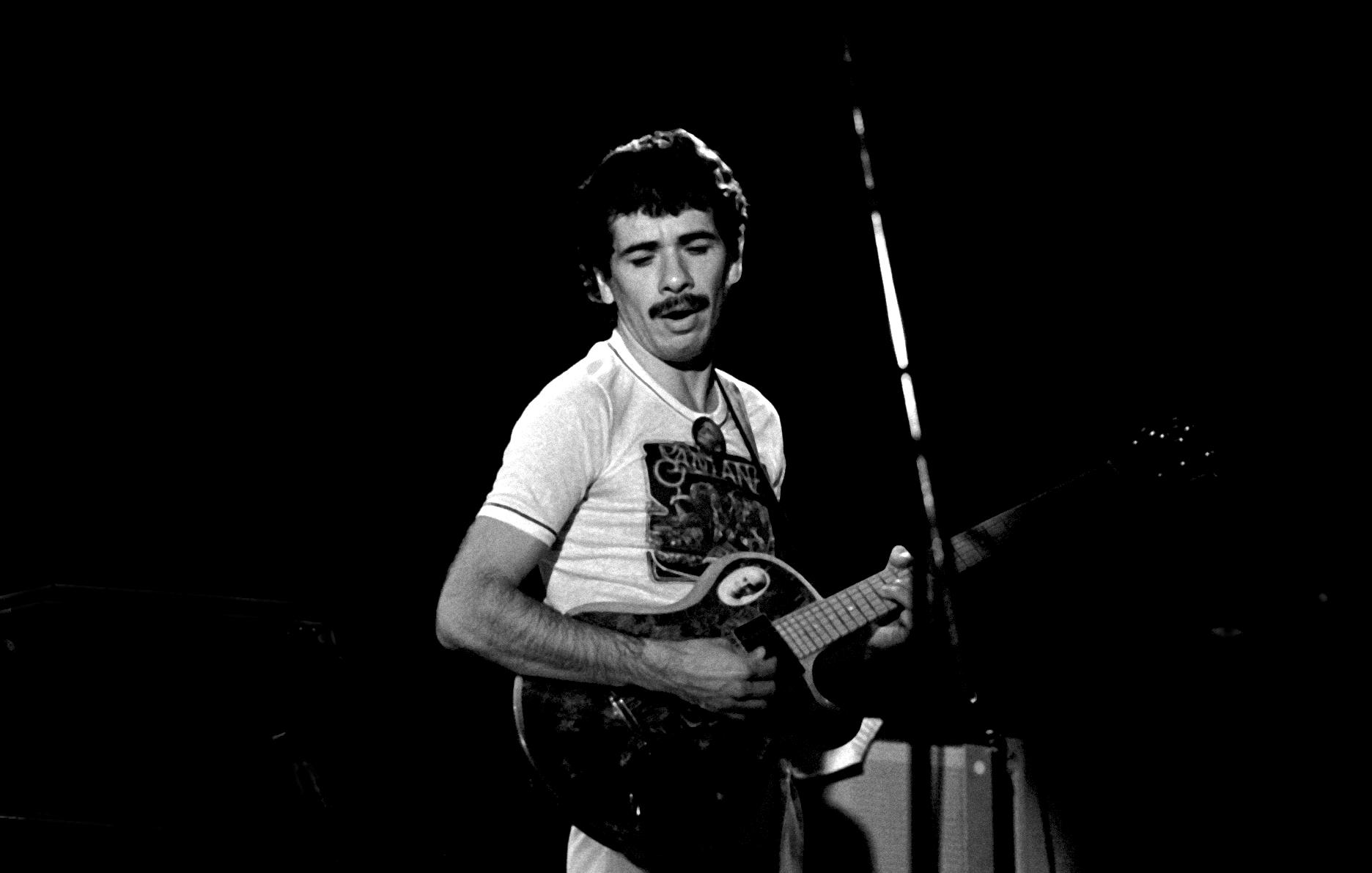
Santana el 1973
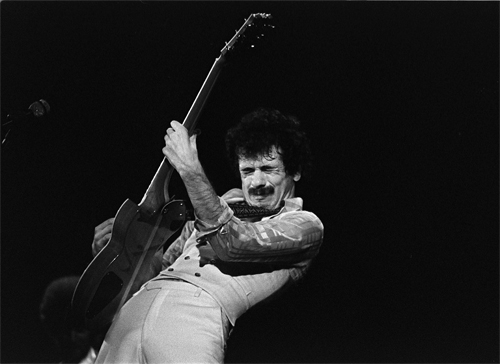
Santana el 1976
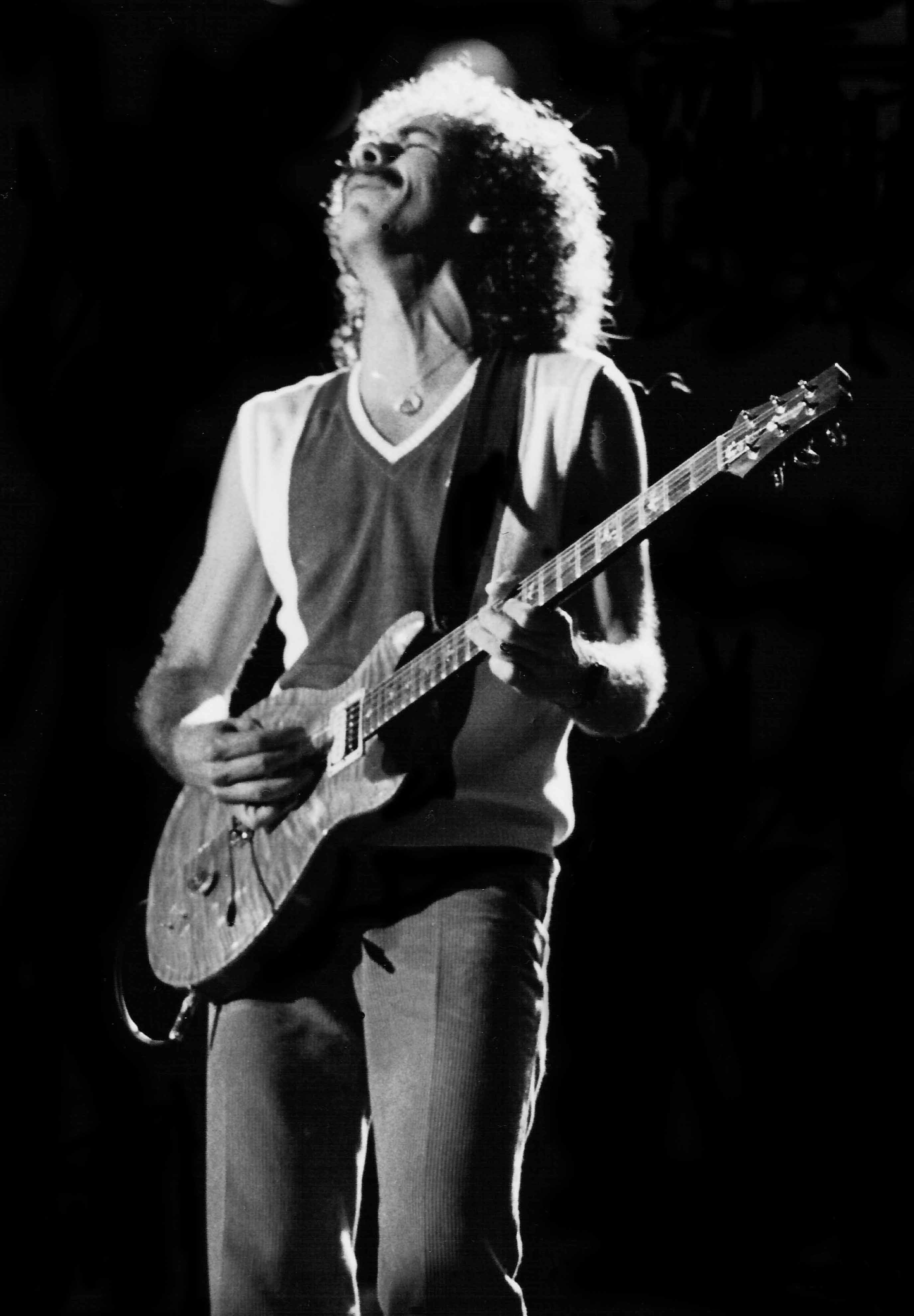
Santana el 1984
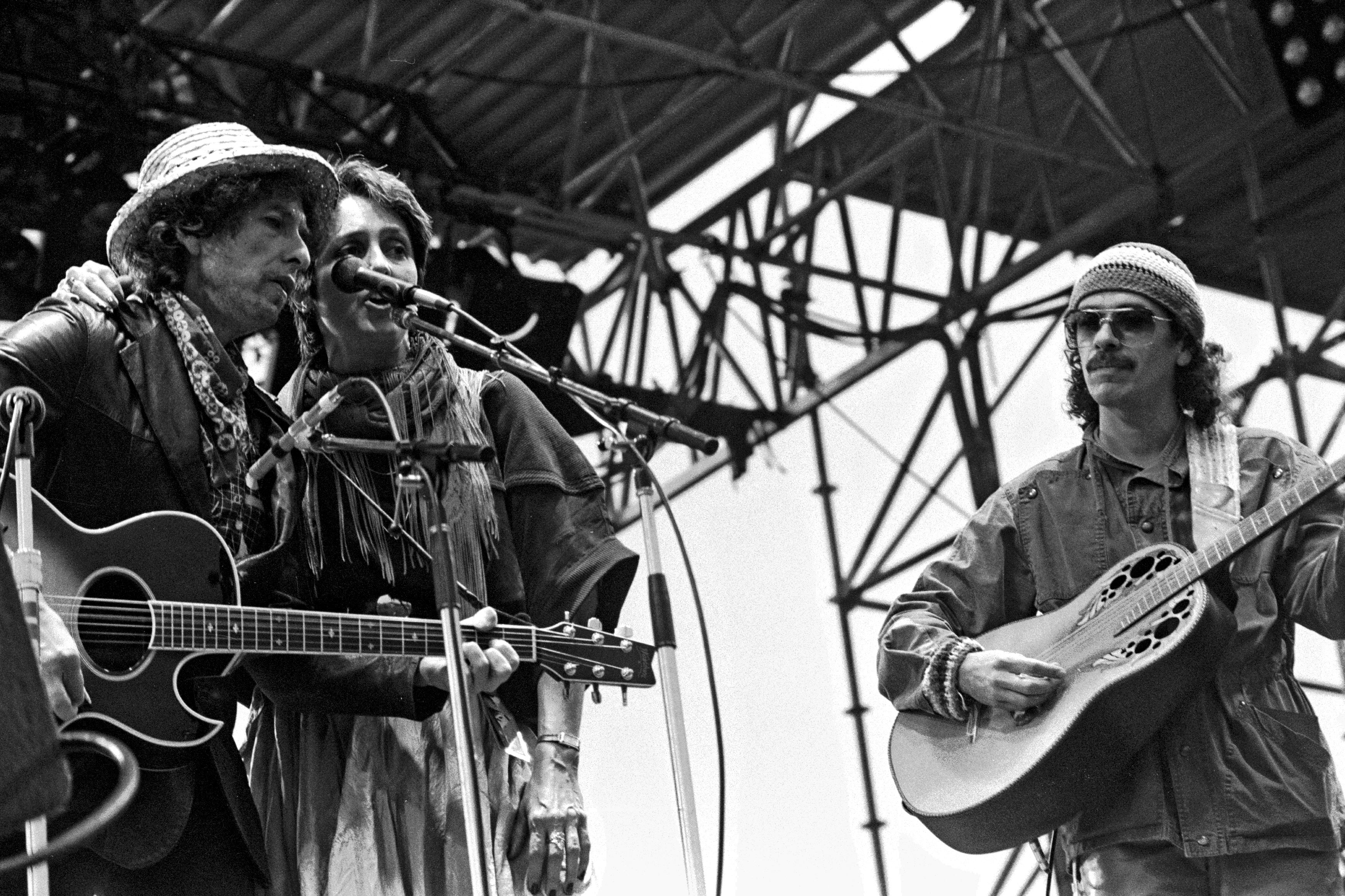
Santana juntament amb Joan Baez i Bob Dylan